# Fiat Panda (1980)
La prima generazione della Fiat Panda, un'autovettura superutilitaria della casa automobilistica italiana Fiat Auto, è stata prodotta dal 1980 al 2003.

## Prototipi e produzione
In seguito all'uscita del modello "126", la FIAT si trovò a fronteggiare l'inatteso e consistente successo di vendite riscosso dalle utilitarie francesi come la Renault 4 e la Citroën Dyane che, a un prezzo di poco superiore alla "126", offrivano una vettura spartana e di antiquata progettazione, ma sufficientemente spaziosa per 4 persone, dotata di 5 porte e trazione anteriore. Serviva quindi una vettura similare da opporre alle francesi, ponendola in un segmento commerciale intermedio tra la "126" e la "127".
Nell'estate 1976 venne affidato alla neonata Italdesign, di Giorgio Giugiaro e Aldo Mantovani, l'ideazione dell'aspetto formale che venne realizzato in poche settimane con la denominazione iniziale di "Zero", in omaggio a un vecchio modello FIAT degli anni dieci. Poco dopo i due stilisti iniziarono a collaborare con l'ufficio tecnico della FIAT, dove fu avviata la progettazione dell'autotelaio a trazione anteriore, siglato "Progetto 141", che si preannunciava particolarmente complessa, date le iniziali richieste di poter montare le diverse motorizzazioni "126" e "127", su corpi vettura a 3 e 5 porte. Quest'ultima soluzione venne poi abbandonata.

Il presidente di Fiat Auto, Gianni Agnelli (al centro), presenta la Panda al presidente della Repubblica Italiana, Sandro Pertini (a sinistra), nei giardini del Palazzo del Quirinale a Roma, 26 febbraio 1980.

Nel febbraio 1978, quando i prototipi ebbero raggiunto un soddisfacente grado di sviluppo, vennero segretamente presentati a una selezionata platea di affezionati clienti e concessionari, escludendo la presenza della stampa. La presentazione, tenutasi nel parco di Novegro e protetta da un rigido cordone di sicurezza, per evitare sguardi indiscreti, aveva lo scopo di valutare il gradimento della vettura da parte degli utenti e degli operatori settoriali. All'uopo, la direzione commerciale FIAT aveva fatto distribuire una scheda a risposte multiple sulla quale gli intervenuti erano invitati ad esprimere un giudizio circa l'aspetto esteriore ed interiore, la spaziosità e finitura dell'abitacolo, la disposizione dei comandi e altre caratteristiche, compresa l'adeguatezza della denominazione "Rustica", provvisoriamente assegnata. Furono comunicati anche la cilindrata di 650 cm³ e il prezzo ipotetico di vendita, pari a 2.800.000 lire, in linea con le concorrenti francesi.
Dal punto di vista storico, questa utilitaria bicilindrica "tutto avanti" riprendeva pedissequamente, dopo quasi mezzo secolo, il geniale schema ideato da Oreste Lardone per il prototipo Fiat 500 nel 1931 e malauguratamente accantonato per ordine di Giovanni Agnelli, in seguito a un trascurabile incidente in fase di sviluppo.
La messa in produzione della "Panda" subì un forte ritardo a causa di un duro confronto sindacale, iniziato nel gennaio 1979, attraverso il quale la FLM intendeva imporre alla FIAT il dislocamento delle nuove produzioni negli stabilimenti del Centro e Sud Italia, particolarmente Cassino, Sulmona e Termini Imerese, in luogo di Torino e Desio. La vertenza durò vari mesi e fu aspra, spesso punteggiata da episodi extrasindacali di violenza, culminati il 10 novembre 1979 con la distruzione di una ventina di "Panda" pre-serie, date alle fiamme nello stabilimento di Desio. Tra il dicembre 1979 e il gennaio 1980 si giunse finalmente ad un accordo che prevedeva la produzione della "Panda" nello stabilimento di Termini Imerese e in quello dell'Autobianchi di Desio, dismettendo la catena di montaggio della "126".
Con prezzi di listino fortemente aumentati rispetto all'ipotesi del 1978, a causa della svalutazione galoppante di quegli anni, il 25 febbraio 1980 la "Panda" fu posta in prenotazione: la "30" a 3.970.000 lire e la "45" a 4.702.000 lire. Nel successivo bimestre furono raccolti più di 70.000 ordinativi.
Il 29 febbraio la vettura fu presentata in anteprima al Presidente Sandro Pertini, nei giardini del Quirinale, e il 5 marzo venne esposta al Salone dell'automobile di Ginevra, la nuova autovettura utilitaria denominata definitivamente Panda; continuando la nuova tipologia identificativa iniziata nel 1978 con la Ritmo, l'ufficio marketing FIAT decise di dare alla vettura un nome di fantasia piuttosto che la denominazione del progetto interno. L'anno dopo si aggiudicò il secondo posto per il titolo di Auto dell'anno.

## Prima serie (1980-1985)
Equipaggiata con un bicilindrico raffreddato ad aria da 652 cm³ derivato dalla Fiat 126 ("Panda 30") o, in alternativa, con un quattro cilindri raffreddato ad acqua da 903 cm³, già propulsore della Fiat 127 ("Panda 45"), era destinata ad inserirsi fra la 126 e la 127. A quei tempi, un'automobile per i giovani doveva essere robusta, spartana, e velocissima, adatta alle più varie situazioni e condizioni d'uso, oltre che economica nell'acquisto e nella gestione.
Le caratteristiche della Panda erano simili a quelle delle concorrenti (anche se il prezzo di lancio era piuttosto alto), ma la sua arma vincente fu la particolare cura dedicata alla progettazione degli interni. La raccolta strumentazione, i molti vani portaoggetti, l'assenza di finiture pretenziose ne facevano un'ottima auto per i giovani. Uno dei punti di forza della Panda era costituito dai sedili anteriori a sdraio e dall'amaca posteriore (in esemplari della prima serie era disponibile anche divisa in due parti con uno scomodo sostegno centrale che sarà poi eliminato) che, mediante una serie di ingegnosi incastri, potevano essere abbattuti orizzontalmente, formando un'unica superficie complanare dal volante al portellone del bagagliaio; per la nuova generazione dell'epoca significava la possibilità di trasformare l'automobile in un letto di fortuna. La Panda venne comunque gradita anche dalla clientela "tradizionale", con particolare riguardo all'utenza contadina: al riguardo Giorgetto Giugiaro dichiarò, durante una serie di conferenze tenute presso l'aula magna della facoltà di Architettura del Politecnico di Torino nei primi anni ottanta, che la specifica per la capacità di carico era stata fissata al poter trasportare due damigiane da 50 litri di vino nel bagagliaio a divano ripiegato. Tale requisito era riferito al fatto che molti dirigenti Fiat avevano la seconda casa nelle Langhe e portavano a Torino il vino prodotto in campagna, pratica che fu poi addirittura vietata per legge dal codice della strada. Fu un successo immediato che le linee di produzione non seppero fronteggiare e che porterà i tempi di consegna quasi a raggiungere l'anno. Un'altra caratteristica peculiare della Panda furono i cristalli piatti anziché bombati, compreso il parabrezza. Questo tipo di cristalli consentiva una sensibile riduzione di massa e costi per quanto riguarda vetri laterali e lunotto, ma pose problemi di produzione per il parabrezza poiché quest'ultimo, per ottemperare alla normativa vigente, era di vetro stratificato (vetro-resina-vetro): durante la produzione, non potendosi utilizzare la curvatura per mantenere la forma, si potevano creare anomale ondulazioni della superficie in percentuale molto alta dando luogo a necessità di scarto dei pezzi fallati. Questo problema fu poi risolto col tempo. Giugiaro si lamentò della scelta dei vetri piatti perché, a suo dire, si intendeva dare una percezione di semplicità spartana tornando indietro nella corretta evoluzione della forma delle auto a soluzioni tecniche fintamente semplici.
Nel settembre del 1981, debuttò la Panda 45 Tetto Apribile con apertura a due porzioni: 92x44 cm l'anteriore e 92x67 cm la posteriore.

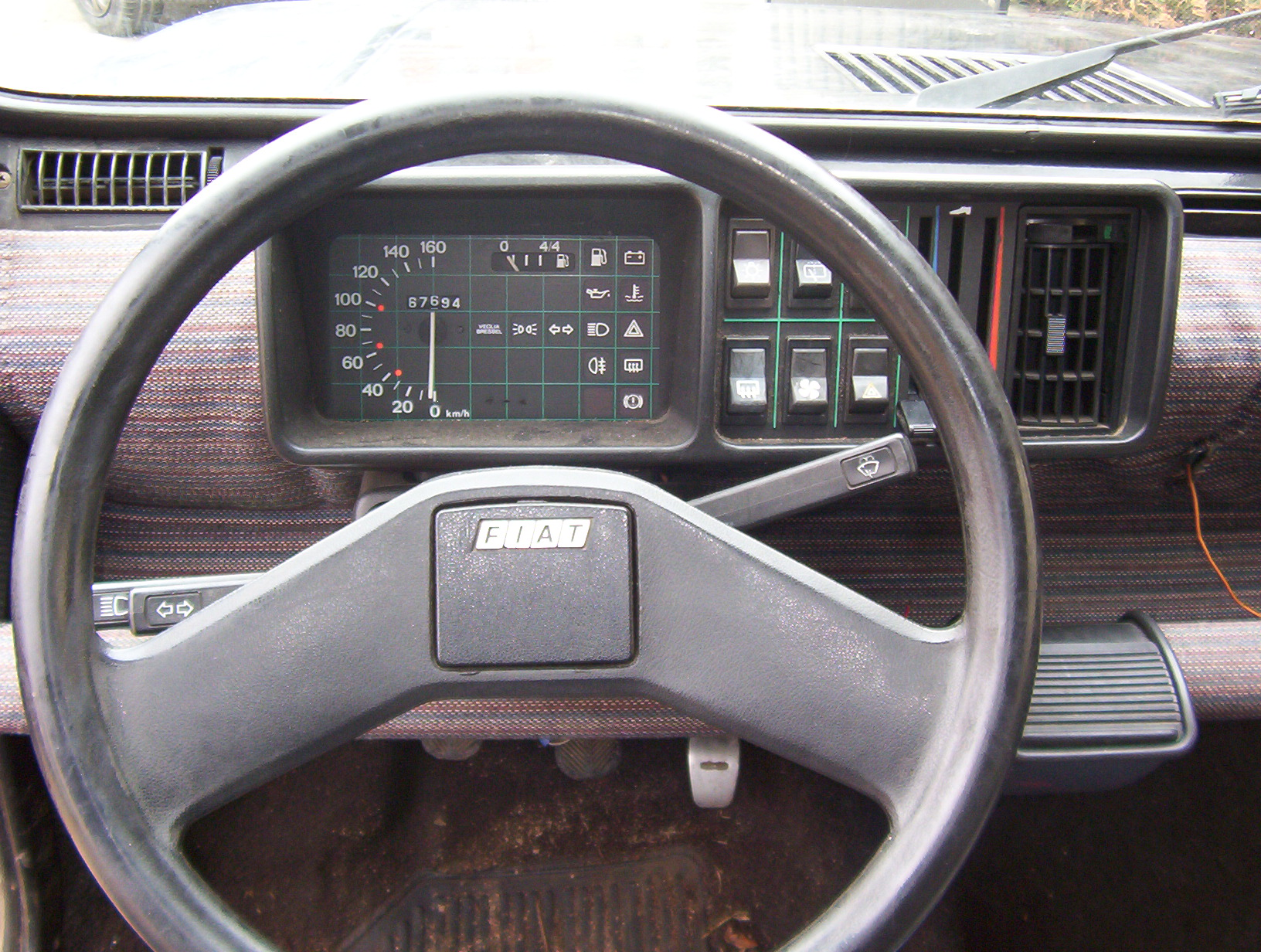
Gli interni della "45" prima versione

Nel 1982 si aggiunge la 34 (843 cm³ e 34 CV col motore derivato dalla Fiat 850 berlina), destinata però alla sola esportazione nei paesi dove il bicilindrico della 30 era giudicato insufficiente. Il tetto apribile divenne poi disponibile a richiesta anche sulla versione "30" a partire dal marzo dello stesso anno.
Al Salone di Parigi, nel settembre 1982, fu presentata la Panda 45 Super. Presentava molti miglioramenti, quello più significativo era la disponibilità di un cambio a cinque marce, oltre a questo vi erano piccoli cambiamenti stilistici delle finiture. La nuova calandra di plastica nera (effettivamente il primo uso nella produzione FIAT con le cinque barre diagonali cromate) distingueva l'allestimento Super dai modelli iniziali con la griglia metallica. La versione 30 Super venne aggiunta agli allestimenti già presenti nel febbraio 1983.
In contemporanea venne realizzata una versione autocarro destinata prevalentemente ai servizi di SIP (telefonia) e di ENEL (elettricità). La vettura, dotata di divisorio inamovibile, diveniva 2 posti ottenendo un vano di carico ipotetico di 810 dm³. Tale volume era ottenuto grazie ad un'appendice del medesimo colore dei paraurti che sostituiva il portellone posteriore aumentando lo spazio in altezza. L'apertura era garantita da una serranda di materiale plastico trasparente (simile alle serrande casalinghe) e stampato in colore grigio con un "lunotto"; incorporate sulla battuta due maniglie e la serratura. Anche i cristalli posteriori laterali erano sostituiti da due sportelli in plastica rigida con serratura, apribili dall'esterno. Questi modelli erano su base Panda 45 e dotati di mascherina in ferro. Successivamente tale soluzione verrà adottata nel fortunato modello VAN dove però l'appendice cambierà colore per adeguarsi ai nuovi fascioni e la serranda di plastica cederà il passo a due più comode e pratiche antine metalliche.

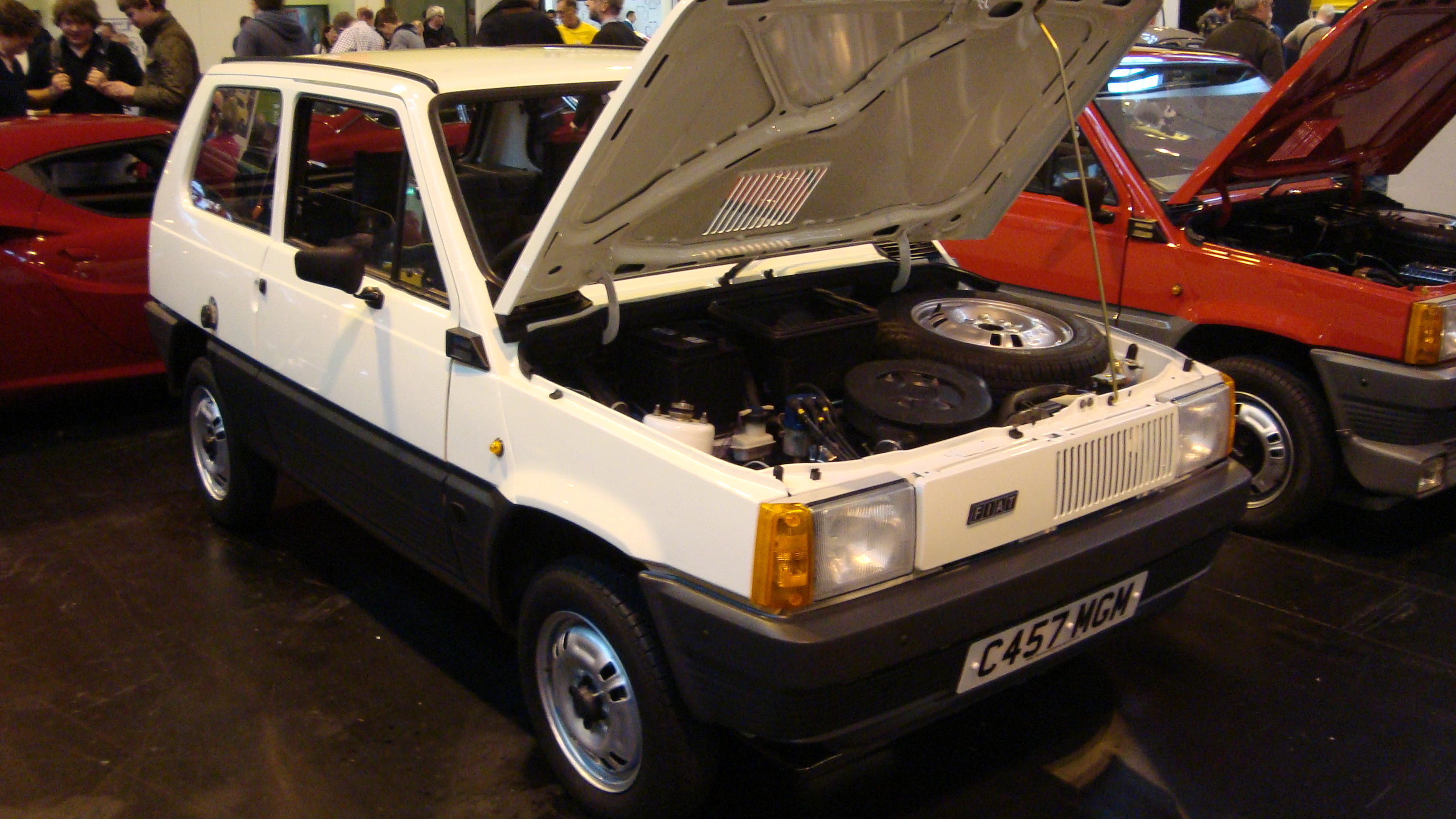
Dettaglio di una Fiat Panda del 1985; notare la ruota di scorta disposta a sinistra nel cofano anteriore di fianco al motore

Verso il 1983 la compagnia austriaca Steyr-Puch sviluppò un sistema completo a quattro ruote motrici (frizione, scatola del cambio, albero di trasmissione a tre parti, assale posteriore con differenziale incluso e freni) per la successiva uscita della Panda 4x4 (tipo 153). Lanciata a giugno di quell'anno, la versione (primo modello di piccola vettura a motore trasversale a presentare un sistema 4WD) era equipaggiata con un propulsore di 965 cm³ da 48 cv derivato da quello presente nella Autobianchi A112; la trazione integrale era selezionabile manualmente, con una prima ridotta (in condizioni normali la partenza avveniva dalla seconda e la quinta aveva lo stesso rapporto della quarta nelle Panda normali). Con un peso di 740 kg, l'auto completava il chilometro da fermo in 38.8 sec e toccava una velocità massima di 135 km/h. L'assemblaggio delle componenti sulla scocca (rinforzata rispetto al modello normale) avveniva nello stabilimento siciliano di Termini Imerese. 
Apprezzata e di grande successo, la milionesima Panda venne prodotta nel luglio del 1984.
Piccole modifiche nel novembre 1984 videro gli allestimenti rinominati “L”, “CL” e “S” tutti con modifiche dei dettagli che includevano l'adozione della nuova calandra, con le cinque barre diagonali, le luci di emergenza su tutte le versioni eccetto le versioni Panda 45 CL e 34 (versione che ricalcava comunque l'allestimento "30 L" italiano, ma con motore a quattro cilindri di 843 cm³ e interni in tessuto come 30 CL e 45 CL). Sulla Panda 34 non si poteva quindi avere nessun accessorio a richiesta.
Nel marzo del 1985 compare la prima versione speciale della piccola Fiat. Esattamente cinque anni dopo il debutto nasce la Panda 30 College (versione speciale della 30 CL) con carrozzeria bicolore, offerta in due varianti: Grigio Chiaro/Grigio Scuro oppure Visone/Marrone. Naturalmente entrambi i modelli hanno la vernice metallizzata di serie, coppe ruota specifiche ed interni in ciniglia blu per la variante Grigio Chiaro/Grigio Scuro e ciniglia marrone per la variante Visone/Marrone; pneumatici maggiorati 145/70 SR 13.
Questa doppia colorazione era offerta in Gran Bretagna con allestimento Super anziché CL. La Panda 45 S V.I.P. fu infatti la versione anglosassone della College nostrana. Per il mercato elvetico, la suddetta versione speciale, era offerta su base 45 CL.
Arrivò nel settembre 1985 una versione speciale degna di nota denominata Nuova Panda 4x4 prodotta in soli 5000 esemplari. Le caratteristiche della vettura riguardarono esclusivamente l'estetica e non la meccanica (la medesima della versione 4×4 in listino all'epoca ovvero col motore anteriore trasversale a 4 cilindri in linea di 965 cm³ denominato A112B1.054, aste e bilancieri, erogante 48CV DIN a 5.600 giri/min).
Le caratteristiche esterne erano: 
- colori: Verde Alpi, Bianco Corfù, Grigio Chiaro Metallizzato (lo stesso della Super e College)
- tetto, metà superiore del portellone e fascia di lamiera alla base del parabrezza colorati in Nero Opaco (fa eccezione la versione tetto apribile che ha il lamierato del tetto nel colore carrozzeria e i due tetti apribili in tela nera)
- livrea adesiva sulle fiancate che si allarga verso il posteriore della vettura e, nella parte posteriore cade esattamente a poco meno della metà della sagoma che alloggia la targa facendo da trait d'union ai due colori del portellone
- bull bar anteriore imbullonato al paraurti e comprendente due proiettori (di colore giallo per il mercato francese e bianco nel resto d'Europa) con funzione di luci di profondità supplementari (quindi la "Nuova Panda" era priva di fendinebbia, ma aveva quattro abbaglianti).
- lavafari
- portapacchi in lamiera nero (non per gli esemplari con tetto apribile)
- cerchioni tipo Autobianchi Y10 colorati di bianco Corfù
- logo bandierina italiana sotto il logo Fiat a losanghe del portellone posteriore

Caratteristiche interne: 
- Cinture di sicurezza anteriori di colore rosso di serie
- Cinture di sicurezza posteriori a bandoliera di colore rosso (a richiesta)
- vetri posteriori apribili a compasso
- interni (fianchetti porte ant. e post., marsupio e rivestimento interno del portellone) in finta pelle nera con inserto centrale rosso.
- sedili anteriori e panca posteriore in tessuto rosso con pallini neri oppure sedili in finta pelle nera con inserti rossi (come i fianchetti)
- orologio digitale (luce rossa) posto sotto il cruscottino.
- plastiche interne nere e non marroni (a differenza delle prime 4x4 e delle 30/45 Super che hanno mantenuto le plastiche marroni fino a fine carriera)

Dotazioni a richiesta:
- tetto apribile in tela (apertura a due porzioni: 92x44 cm l'anteriore e 92x67 cm la posteriore)
- cinture di sicurezza posteriori con mini-arrotolatore (sempre di colore rosso)
- sedili anteriori e posteriore in finta pelle nera con inserti rossi (senza sovrapprezzo)

Alla fine del 1985 erano state costruite 1.400.000 Panda (di tutte le versioni).

### Motorizzazioni prima serie
| Modello | Disponibilità    | Motore  | Cilindrata (cm³) | Potenza kW (CV) | Coppia max (N·m) | Emissioni CO2 (g/km) | 0–100 km/h (secondi) | Velocità max (km/h) | Consumo medio (km/l) |
| 30      | dal 1980 al 1984 | Benzina | 652              | 22 (30)         | 41               | N.D.                 | 36                   | 117                 | 15,6                 |
| 45      | dal 1980 al 1984 | Benzina | 903              | 33 (45)         | 63               | N.D.                 | 19,1                 | 140                 | 13,8                 |
| 4x4     | dal 1983 al 1986 | Benzina | 965              | 35 (48)         | 69               | N.D.                 | 18,2                 | 133                 | 13,8                 |

## Seconda serie "ristilizzata" (1986-2003)

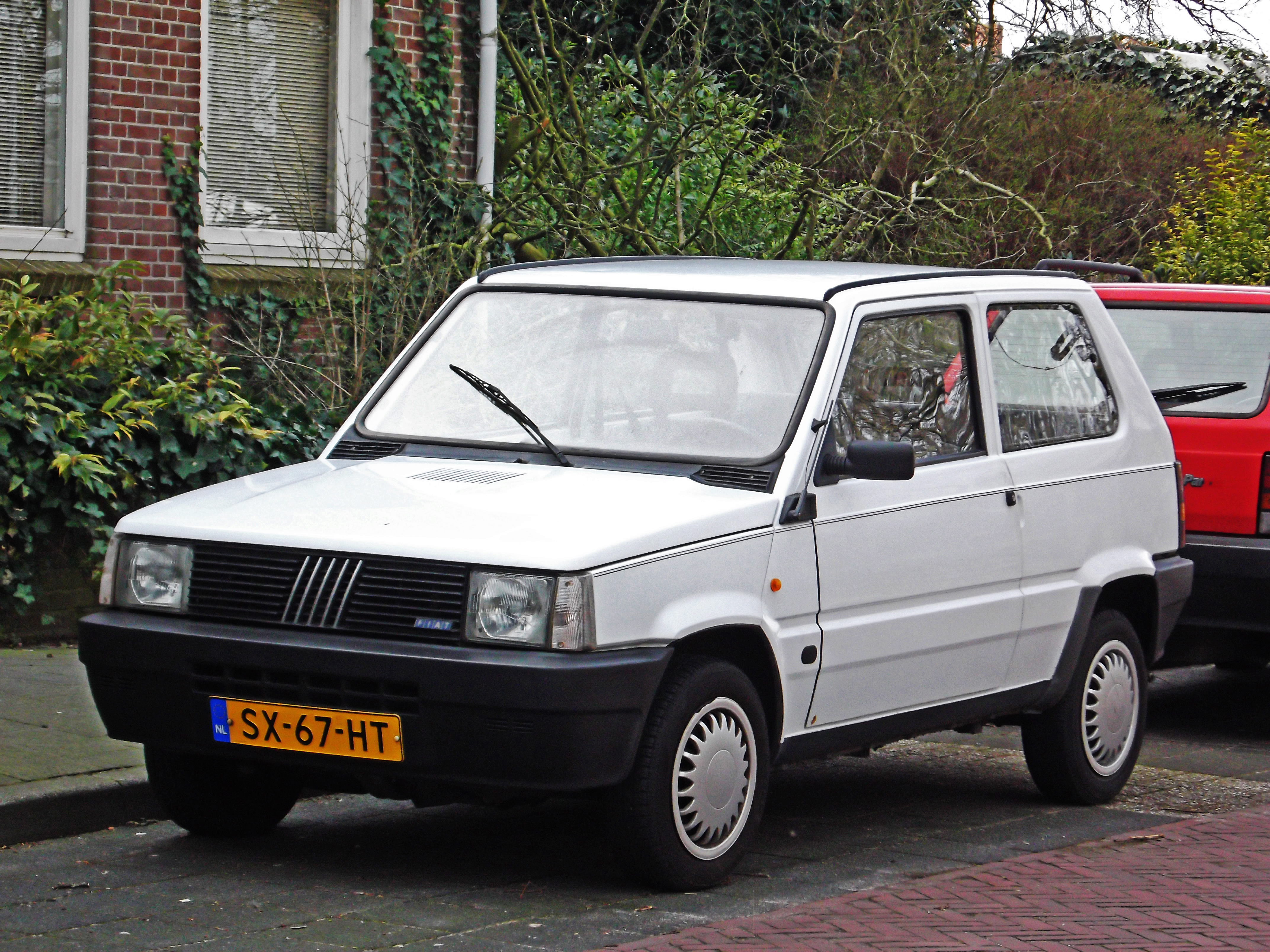
Un esemplare di Panda Supernova

Nel gennaio 1986 arrivò la Panda Supernova (questa la denominazione ufficiale). Il motore 652 cm³ venne sostituito con un 769 cm³ (34 CV), e il 903 cm³ con un 999 cm³ (45 CV oppure i 50 CV della 4x4). Entrambi i nuovi propulsori erano della nuova famiglia FIRE con 4 cilindri e a raffreddamento a liquido con un albero a camme in testa. Un'altra importante modifica riguardava le sospensioni posteriori che furono rimpiazzate passando da un sistema a balestre a uno con ruote interconnesse da un asse incurvato, già usato sulla cugina Y10 (conosciuto come Asse a Omega), con un montante centrale e sospensioni a molle elicoidali (la 4x4 continuò a utilizzare le balestre al posteriore). Miglioramenti anche a interni e strutture, che vennero rafforzate. L'intera gamma italiana prevedeva cinque versioni, di cui tre 750 (L, CL, S), una 1000 Super e la 4x4. La versione 750 L (all'estero anche le 1000 L e 1000 L i.e., non per il mercato Italia) manteneva i classici rivestimenti interni e sedili a sdraio delle vecchie versioni mentre la 1000 Super aveva gli stessi accessori interni della 4x4. Fu poi allargata la carreggiata posteriore, con una modifica alla fiancata, e la targa posteriore venne spostata sul paraurti. La gamma completa, incluse le versioni per il mercato estero, erano: 750 L, 750 CL, 750 S, 1000 L, 1000 L i.e., 1000 CL, 1000 CL i.e., 1000 S, 1000 S i.e., 4x4 (4 ruote motrici), 4x4 i.e. e D.

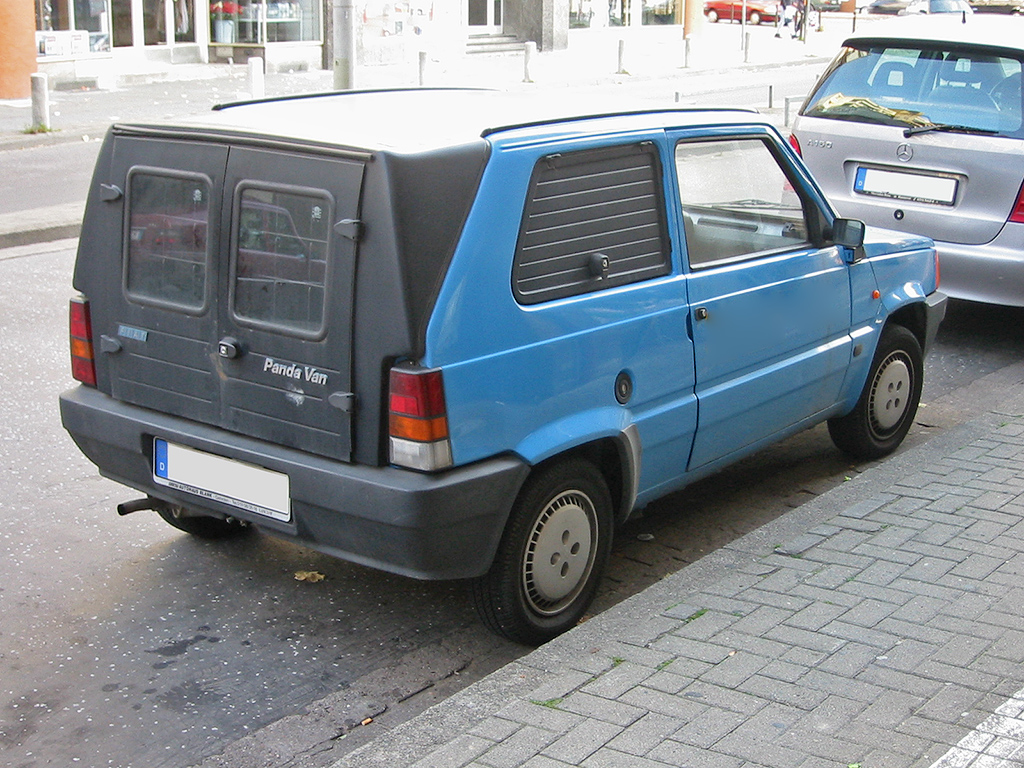
La Panda Van

In aprile dello stesso anno venne introdotto un 1301 cm³ diesel con 37 CV (un depotenziato derivato da 127/Uno) nata per sostituire la 127 D. Equipaggiato normalmente con un cambio a 5 marce, era disponibile nel solo allestimento "L". La versione Van (Veicolo commerciale) fu introdotta nello stesso mese, con motori sia a benzina che diesel e con capacità di carico di 750/810 dm³. Questi ultimi in alcuni casi non avevano i finestrini posteriori e presentavano una piccola estensione in lamiera nera posizionata nella zona posteriore apribile dall'esterno per poter più facilmente accedere al carico, all'altezza dei finestrini dal lato interno vi era una mensola in legno removibile, lo sviluppo di questa versione venne portato avanti dalla Carrozzeria Maggiora, storica firma torinese, attiva dal 1925 ed abituale collaboratrice di Fiat per le versioni speciali, il van fu prototipato praticamente senza una vera e propria progettazione, assemblando in officina parti battute a mano dai tecnici e l'attrezzaggio avvenne ricavando le misure dalle parti del prototipo, i titolari della Maggiora si assicurarono così la commessa e prudenzialmente ricavarono a posteriori i disegni costruttivi dall'auto già costruita per lasciare traccia d'archivio in caso di rottura e/o manutenzione degli stampi di trancia e imbutitura.

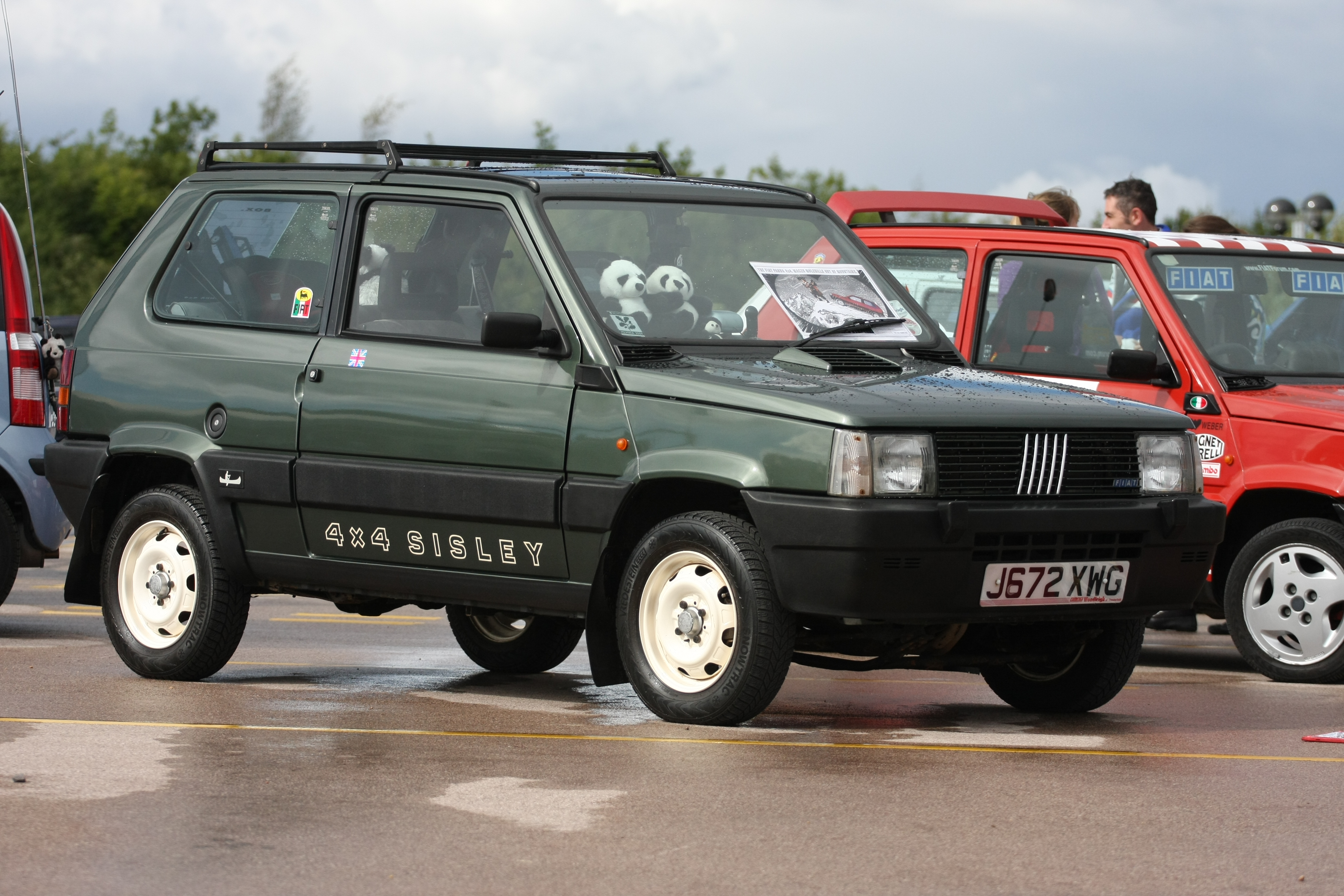
Panda 4x4 Sisley

L'anno seguente, il 1987, venne immessa sul mercato la Panda Young con un 769 cm³ che usava lo stesso blocco (ad aste e bilancieri) del vecchio 903 cm³, usato nella prima serie, il quale produceva però gli stessi 34 CV della nuova versione FIRE, con il risultato di un minor costo di produzione e un relativo minor costo d'acquisto, il che lo rendeva un ottimo prodotto per la fetta di mercato riservata ai giovani (da cui young). La 750 Young, con allestimenti interni ricchi quasi come la fire CL, costava infatti come la più economica versione base motorizzata col motore fire, la Panda 750 L, che manteneva gli interni caratteristici del 1980. Inoltre, per l'esportazione nei paesi che richiedevano il rispetto delle normative USA-83 sulle emissioni, viene preparato il 999 cm³ FIRE migliorato con iniezione elettronica singola (SPI) e marmitta catalitica. Nello stesso anno, infine, fu commercializzata la Panda 4x4 Sisley (in edizione limitata), dotata di lussuosi sedili in finta pelle beige e alcantara, pannelli beige, quadro strumenti dedicato, moquette beige, inclinometro e cielo in vellutino. Di questa serie limitata è importante ricordare anche la dotazione ricca di serie comprendente i lavafari, la presa d'aria sul cofano, portapacchi dedicato, vernice metallizzata disponibile in tre colori, cerchi verniciati color avorio con borchiette "Panda 4x4 Sisley", scritta adesiva "4x4 Sisley" su entrambe le portiere, paraspruzzi posteriori con il logo a forma di canoa stilizzata. Quest'ultima spiccava in molti dettagli interni per contraddistinguerla.
Alla fine del 1988, la versione diesel venne proposta soltanto con l'allestimento che ricalcava la versione CL, striscia arancione sul portellone compresa. Venne superata la soglia dei 2.000.000 di esemplari prodotti,nel mese di giugno.
Nel 1989 debutta la Panda Dance, con allestimento simile alla Young ma dotata del motore 903 cm³ ad aste e bilancieri da 45 CV, mentre la diesel esce di produzione.
Per l'estate 1990 viene prodotta la serie limitata Mondiali/Italia '90, in occasione dei Mondiali di calcio 1990 disputatisi in Italia, che si presentava di colore bianco, paraurti, tergicristallo (per la Panda era unico) e tergilunotto in tinta carrozzeria e copricerchioni con pallone stilizzato. Versioni L, CL, S con motore FIRE e versione che ricalcava la "Young" con motore 750 ad aste e bilancieri, l'Italia '90 era disponibile nell'allestimento cabriolet soltanto in versione S. Sempre nel 1990, la gamma venne arricchita dalla Panda Elettra e debuttano in Italia le Panda dotate di catalizzatore, col motore 999 cm³ FIRE ad iniezione elettronica. In ottobre, al Salone di Parigi, viene presentata la Panda Selecta con cambio a variazione continua, che entra in commercio l'anno seguente dotata di motore 999 cm³ FIRE a carburatori.

### Restyling 1991

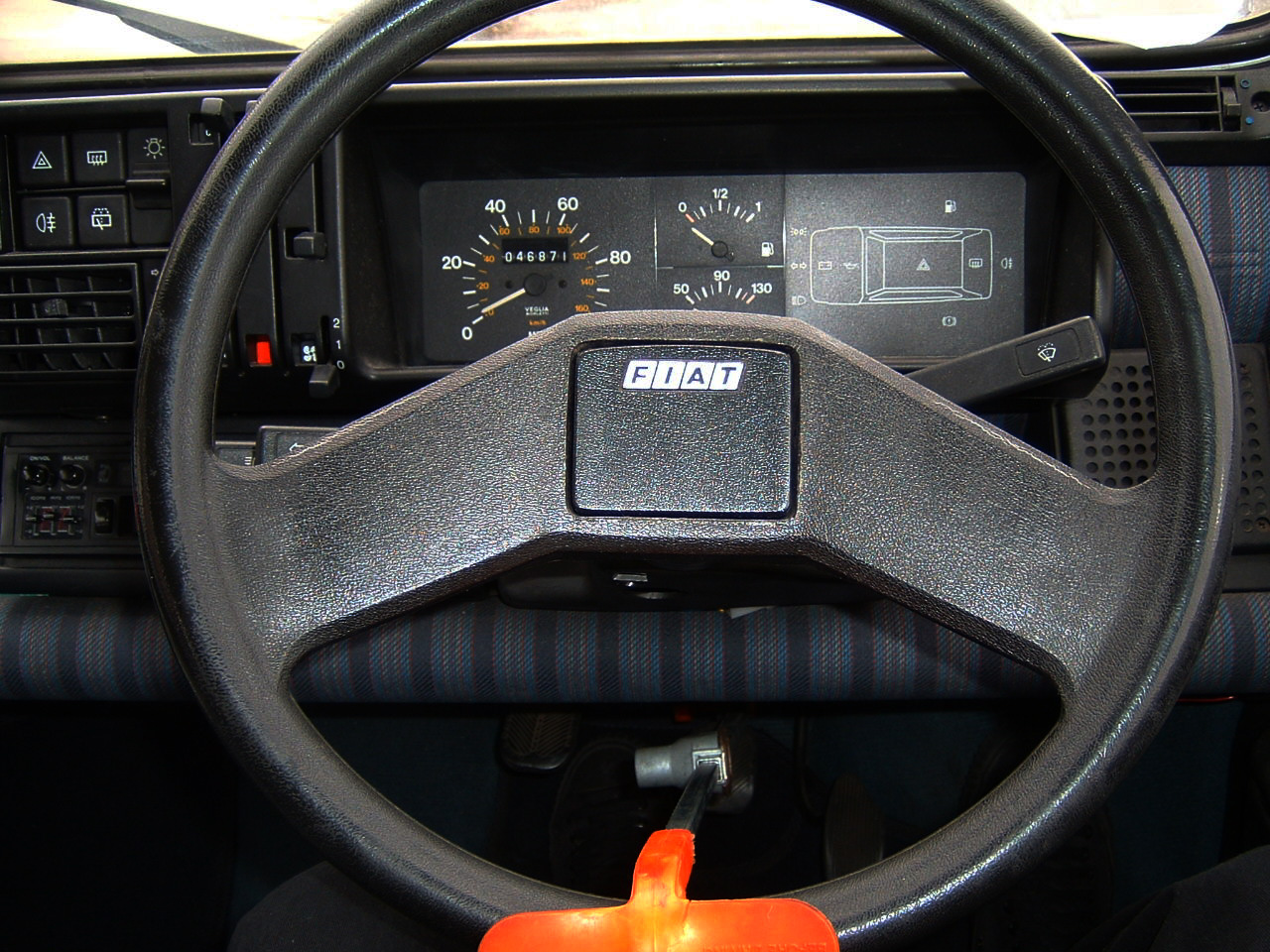
Gli interni di una Panda ristilizzata con guida a destra

Nel 1991 avvenne un altro restyling, che riguarderà interni e calandra, resa simile a quella della Tipo (nella Panda però era in plastica nera grezza) e quindi allineata con il family-feeling Fiat del periodo. Anche la gamma subì variazioni: la entry level 750 Young fu modificata nelle decalcomanie ed ebbe tessuti diversi, si ebbe una nuova versione Dance col 903 cm³, mentre 750 e 1000 FIRE (la prima ancora a carburatori, la seconda ad iniezione e dal '93 Euro 1) furono rese disponibili in due livelli di allestimento, base e CLX, quest'ultimo di connotazione più lussuosa e che aveva in più rispetto alla base volante a 4 razze, coppette alle ruote, selleria meglio curata ed indicatori di direzione bianchi. La Selecta diventa catalitica e riceve il 1108 cm³ FIRE a iniezione elettronica.
Tra il 1992 e il 1993 la gamma subì una riduzione: con l'entrata in vigore della normativa Euro 1 vennero tolte le due motorizzazioni 750 che non erano catalizzate. La Panda 900 fu aggiornata con un nuovo 899 cm³ a iniezione elettronica in sostituzione del 903 cm³ a carburatore. Continuò la produzione della Selecta, con allestimento basato sulla CLX; questa fu probabilmente l'ultima versione innovativa della Panda che rimase in produzione con modifiche quasi solo nelle varie motorizzazioni, adeguati man mano alle normative che stavano entrando in vigore, soprattutto nel campo dell'inquinamento. La gamma italiana includeva quindi: 
- Panda 899 i.e. Dance
- Panda 1000 FIRE i.e. (L, CLX e CLX 4x4 con 50 CV)
- Panda 1100 FIRE i.e. (Selecta e 4x4)

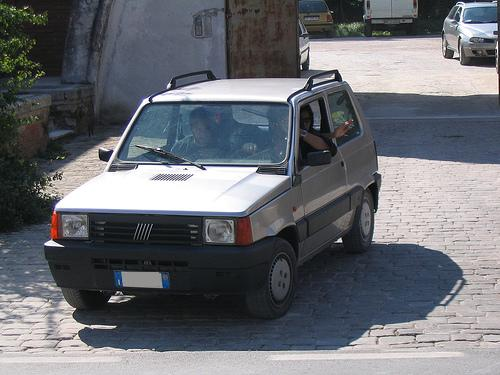
Una Panda prima serie ristilizzata

Il 1301 diesel era ancora disponibile nelle versioni Van fino al 1994. Tra aprile e giugno dello stesso anno, la Panda ebbe delle esordienti nella produzione: la 900 negli allestimenti: L, CLX e Young; inoltre, la produzione supera i 3.500.000 esemplari prodotti. 

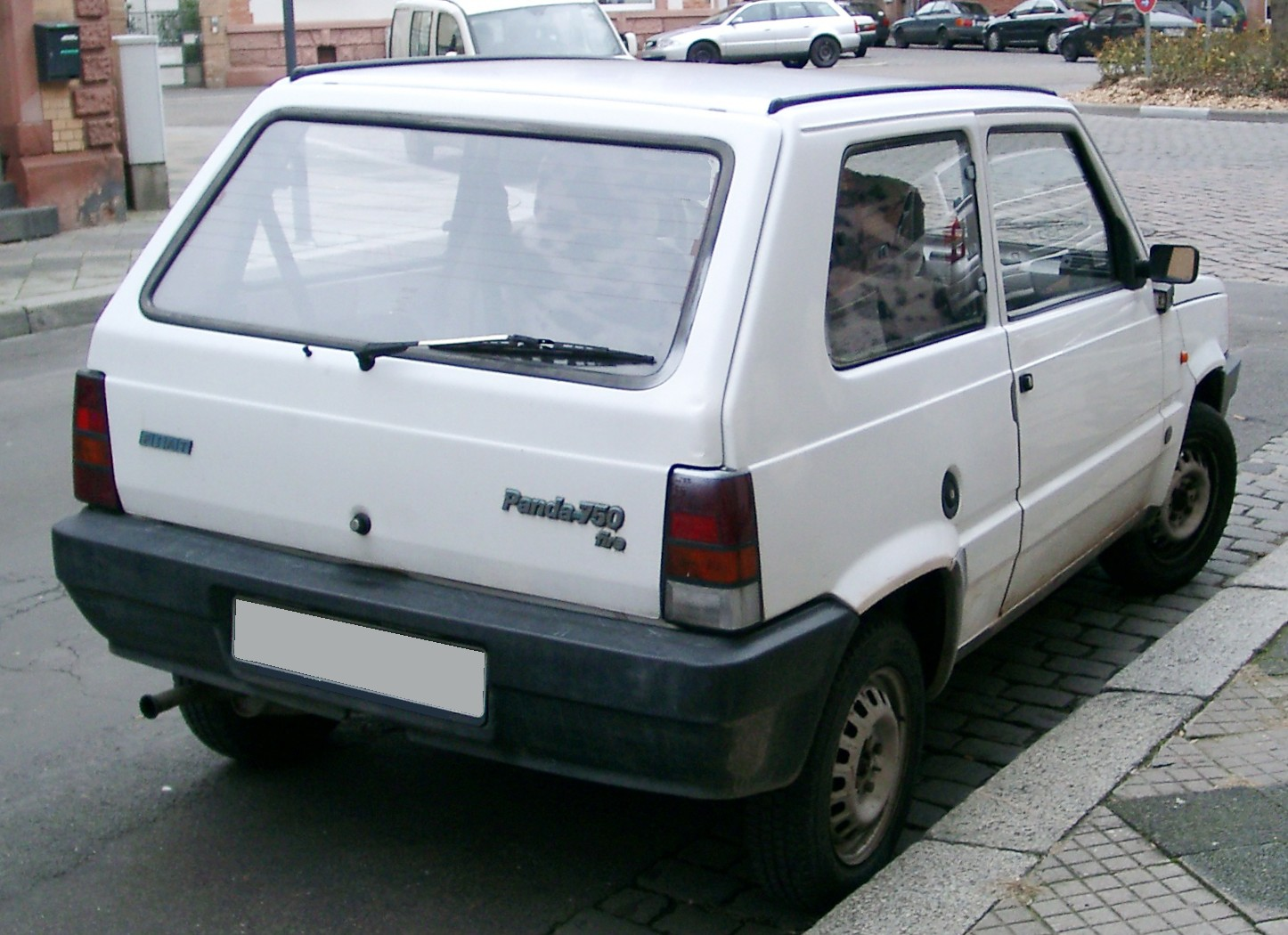
Posteriore della Panda 750 FIRE ristilizzata

Il 1995 e il 1996 sono due anni nei quali la Panda continua staticamente la sua carriera commerciale che comincia a segnare un po' il passo. La gamma era composta da un 899 cm³ aste e bilancieri con 39 cavalli, dalla 4x4 che montava il FIRE 1100 (beneficiando, nel febbraio 1995, di un aumento di potenza da 50 a 54 CV come sulle altre versioni con motore 1.1) e dalla versione Van che continuava ad avere il 1000 FIRE; tutti i propulsori erano dotati di iniezione elettronica SPI Weber.
L'anno successivo, nel 1997, fa la sua ricomparsa al Salone di Ginevra per festeggiare il suo diciassettesimo compleanno, testimoniando gli oltre tre milioni e mezzo di unità vendute nel corso degli anni. Il 1997 si apre con qualche novità: la Panda si presenta al nuovo anno con nuovi tessuti per gli interni, nuove tinte della carrozzeria, più accessori di serie, ma soprattutto con una notevole diminuzione dei prezzi che la porta a cavalcare ancora stabilmente il secondo posto tra le superutilitarie più vendute in Italia, risultando, tra l'altro, tra le poche in listino ad essere attorno i 12 milioni di lire (all'epoca). Grazie anche agli incentivi statali per la rottamazione e a questi necessari aggiornamenti, le vendite della Panda tornano ad un confortante rialzo. Vengono introdotti nella gamma l'interruttore inerziale che blocca l'afflusso di carburante in caso di incidente e l'immobilizer elettronico a chiave codificata. La produzione a marzo 1997 era oltre 3 milioni e 900 esemplari prodotti.
Questi i modelli previsti per la gamma 1997/1998:
- Panda (motore 899 cm³, 39 CV, velocità max 135 km/h)
- Panda Jolly (motore 899 cm³, 39 CV, velocità max 135 km/h)
- Panda Selecta (motore 1108 cm³, 54 CV, velocità max 140 km/h)
- Panda 4x4 (motore 1108 cm³, 54 CV, velocità max 130 km/h)
- Panda 4x4 Country Club (motore 1108 cm³, 54 CV, velocità max 130 km/h)
- Panda Elettra (motore elettrico da 9,2 kW, velocità max 70 km/h)

La lussuosa versione Jolly prevedeva una ricca dotazione di serie che si distingueva per le borchie della Super, pneumatici extraserie (155/65-13 invece dei 135/80-13 della versione base), barre longitudinali sul tetto, fascioni paracolpi, pannelli porta integrali in tessuto, vetri atermici (azzurrati) di cui gli anteriori elettrici e i posteriori apribili a compasso, chiusura centralizzata, specchietto retrovisore lato passeggero, specchietto interno con funzione antiabbagliamento, cinture di sicurezza posteriori avvolgibili, tasca laterale destra e vernice metallizzata e i pulsanti adiacenti al cruscotto rinforzati con uno spessore, come venivano applicati sulle versioni 4x4. La Country Club forniva gli stessi accessori di serie (escluse le borchie della Super) uniti alla trazione integrale e ad alcuni rivestimenti interni quali le coperture in plastica dei montanti anteriori e dei passaruota posteriori, il bocchettone integrale del parabrezza, di serie tempo prima nella versione Super.

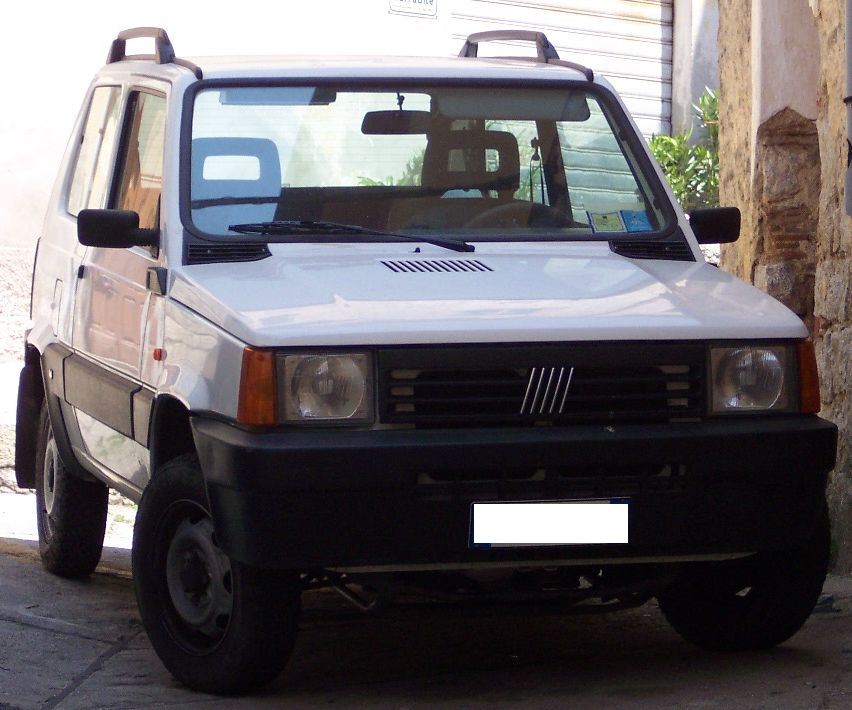
Panda 4x4 Trekking (serie con sportellino)

Alla fine del 1998 la gamma viene ulteriormente ridimensionata: spariscono la nota Panda Selecta con cambio ECVT a variazione continua, un modello che a dire il vero non ha mai incontrato i favori degli utenti Panda nonostante la sua vocazione cittadina e la Panda Elettra. Con la gamma 1998/1999, rimangono a listino tre sole proposte, due 900 a trazione anteriore e una 1100 a trazione integrale inseribile:
- Panda Young (motore 899 cm³, 39 CV, velocità max 135 km/h) sostituisce la Panda
- Panda Hobby (motore 899 cm³, 39 CV, velocità max 135 km/h) sostituisce la Jolly
- Panda 1100 4x4 Trekking (motore 1108 cm³, 54 CV, velocità max 135 km/h) sostituisce la Country Club

La Young è la versione base, la Hobby invece era la versione più accessoriata e forniva, di fatto, la stessa dotazione di serie della Jolly esclusa la vernice metallizzata che era optional (era invece di serie per la Jolly). I colori carrozzeria erano disponibili sia in tinte pastello che metallizzate: Colori Pastello: Rosso Ravenna (cod. 143), Bianco (cod. 249), Verde ulivo (cod. 376) e Nero (cod. 601).
Colori metallizzati: Verde Tasmania (cod. 389), Blu Lido (cod. 498) e Grigio Steel (cod. 647). Per gli interni erano invece disponibili due fantasie: Tessuto Domino Blu per la Young e Tessuto Misto Blu per Hobby e Trekking.
Verso la metà del 2000 viene cambiato il materiale per il rivestimento dei sedili (ora in tessuto sintetico), la luce di cortesia non si accende più aprendo entrambe le portiere, ma solo aprendo quella del guidatore (viene infatti tolto del lato passeggero l'interruttore che aziona la luce di cortesia). Le cinture di sicurezza posteriori avvolgibili sono di serie anche sulla versione base. Infine tutte le versioni vengono dotate del "terzo stop", che garantisce una maggior visibilità in caso di frenata.
Da gennaio 2001, pur rimanendo invariate negli allestimenti, le Panda (così come era accaduto sulla coeva Seicento) verranno motorizzate solo con il motore FIRE 1108 con iniezione elettronica multipoint M.P.I. per rientrare nella categoria di omologazione "Euro 3". Inoltre, l'ormai inusuale e poco estetico tappo nero del serbatoio della benzina fu sostituito dallo sportellino in tinta. Rimane in produzione con gli stessi allestimenti precedenti, due versioni 4x2 (Young e Hobby) e una 4x4 (Trekking). I colori carrozzeria e i rivestimenti interni, a parte le lancette del tachimetro e dell'indicatore carburante rinnovate, rimangono identici alla serie precedente.
Tra la fine del 2001 e l'inizio del 2002 la gamma viene ampliata con altre due versioni, una 4x2 (College) e una 4x4 (Climbing).
La College è identica alla Young ma si differenzia per la vernice metallizzata di serie, le borchie della Punto Star e una nuova fantasia per gli interni in Tessuto Blu Scuro. Alle tinte carrozzeria viene aggiunto l'esclusivo Azzurro Astrale (cod. 804) disponibile solo sulla versione College (di serie).
La Climbing è una derivazione della Trekking, da cui si distingueva per gli interni differenti in Tessuto Verde, per l'adesivo "Climbing" sul portellone e per la possibilità di liberare le ruote posteriori (mozzi ruota liberi) quando la trazione integrale non era inserita, offrendo maggiore silenziosità di marcia e minori consumi (questo accessorio molto costoso era optional sulle versioni 4x4 trekking).
Gli ultimi esemplari della Panda uscirono dallo stabilimento Fiat di Mirafiori il 5 settembre 2003, poco dopo il debutto della seconda generazione della Panda. Alcune delle ultime unità prodotte del vecchio modello furono vendute ad un prezzo ribassato tra gli ultimi mesi del 2003 e fino alla fine di agosto del 2004. Nei suoi ultimi mesi di presenza nei listini era ancora in testa alle vendite tra le citycar, rimanendo ancora oggi un'auto molto apprezzata ed utilizzata.

### Motorizzazioni prima serie ristilizzata
| Modello            | Disponibilità       | Motore    | Cilindrata (cm³) | Potenza kW (CV) | Coppia max (N·m) | Emissioni CO2 (g/km) | 0–100 km/h (secondi) | Velocità max (km/h) | Consumo medio (km/l) |
| 750 Young          | dal 1987 al 1992    | Benzina   | 769              | 25 (34)         | 57               | N.D.                 | 23                   | 127                 | 17,5                 |
| 750 FIRE           | dal debutto al 1992 | Benzina   | 769              | 25 (34)         | 57               | N.D.                 | 23                   | 125                 | 18,5                 |
| 900 i.e. cat.      | dal 1992 al 2000    | Benzina   | 899              | 29 (39)         | 65               | N.D.                 | 19,5                 | 135                 | 18,5                 |
| 900 Dance          | dal 1989 al 1992    | Benzina   | 903              | 33 (45)         | 67               | N.D.                 | 17,5                 | 135                 | 15                   |
| Nuova 4X4          | dal 1985 al 1986    | Benzina   | 965              | 35 (48)         | 69               | N.D.                 | 18,2                 | 130                 | 13,8                 |
| 1000               | dal debutto al 1992 | Benzina   | 999              | 33 (45)         | 78               | N.D.                 | 17,5                 | 140                 | 15                   |
| 1000 i.e. cat.     | dal 1991 al 1994    | Benzina   | 999              | 33 (45)         | 74               | N.D.                 | 16                   | 140                 | 16,1                 |
| 1000 i.e. cat. 4X4 | dal 1990 al 1994    | Benzina   | 999              | 33 (45)         | 74               | N.D.                 | 21                   | 125                 | 14,5                 |
| 1000 4X4           | dal debutto al 1992 | Benzina   | 999              | 37 (50)         | 78               | N.D.                 | 17,5                 | 136                 | 14                   |
| 1100 i.e. cat.     | dal 2000 al 2003    | Benzina   | 1108             | 40 (54)         | 88               | N.D.                 | 19,5                 | 140                 | 15                   |
| 1100 i.e. cat. 4X4 | dal 1995 al 2003    | Benzina   | 1108             | 40 (54)         | 86               | N.D.                 | 19,5                 | 130                 | 13,9                 |
| 1300 Diesel        | dal debutto al 1989 | Diesel    | 1301             | 27 (37)         | 71               | N.D.                 | 25                   | 130                 | 18                   |
| Elettra            | dal 1990 al 1998    | Elettrico | 0                | 9 (13)          | 35               | 0                    | ∞                    | 70                  | 0                    |

## Versioni speciali

### La Panda Elettra

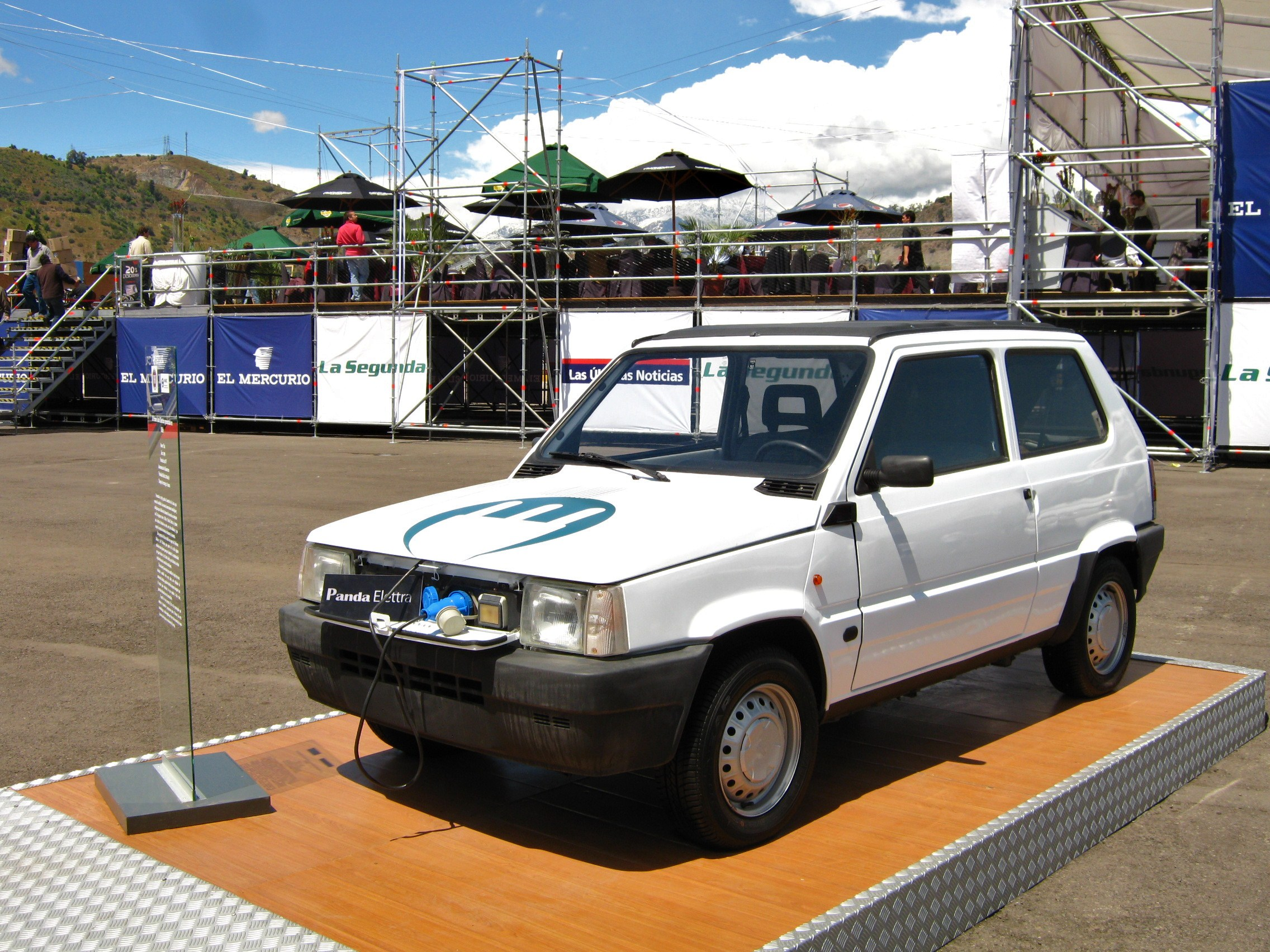
Fiat Panda Elettra (1990)

La Panda Elettra venne prodotta dal 1990 al 1998: si trattava di una "conversione" a motore elettrico alimentata con batterie al piombo. Probabilmente il prezzo di 25.600.000 lire, la scarsa autonomia (100 km a piena carica con batterie nuove), i lunghi tempi di ricarica (8-10 ore per una carica completa) e altre limitazioni ne scoraggiarono l'acquisto e la diffusione, nonostante la buona ricezione da parte di pubblico e critica.

#### Conversione dal modello a benzina
Grazie alla sostanziale semplicità della struttura originaria si contennero al minimo le modifiche per la trasformazione da benzina a elettrica. Per la conversione venne presa come base la 750 Fire, con il cambio a 4 marce e tutte le altre dotazioni tipiche di quella versione: solo il monoblocco del motore e i relativi accessori furono rimossi per dare spazio all'implementazione del motore elettrico e parte del pacco batterie sul davanti, lasciando invece in sede la campana della frizione nonché il pedale della stessa che veniva utilizzato per cambiare le marce (ma non alla partenza), quindi anche il cambio e la leva dello stesso. Poiché era assente il contagiri ed essendo il motore elettrico estremamente silenzioso rispetto a quelli termici, si inserirono delle indicazioni sul tachimetro per sapere quando cambiare marcia. L'auto presentava solo due posti, essendo la panchetta posteriore e parte del bagagliaio occupati da 10 delle 12 batterie, nascoste sotto un pianale sul quale si potevano poggiare carichi fino a 150 kg. Persino il serbatoio della benzina fu mantenuto per offrire la possibilità, tramite apposito tasto addizionale sul cruscotto, di attivare un "bruciatore" per scaldare l'abitacolo e sbrinare il parabrezza.

### Panda Elettra e Panda Elettra 2
La prima versione montava un motore elettrico da 14 kW a corrente continua. Le prestazioni dichiarate dalla casa costruttrice erano le seguenti:
- Velocità massima 70 km/h;
- Chilometri massimi fra due ricariche (a velocità costante di 50 km/h): 100;
- Motore trasversale a corrente continua con eccitazione in serie - tensione di alimentazione: 72 V;
- Batterie al piombo da trazione, 12 moduli in serie da 6 V, capacità totale 172 Ah in 5 h (da cambiare ogni 35.000 km; costo stimato: 2.500.000 lire);
- Trazione anteriore.

La seconda versione, disponibile dal maggio 1992 e chiamata "Panda Elettra 2", montava un motore da 17,7 kW e presentava l'opzione delle batterie al nichel-cadmio, offrendo, secondo il comunicato stampa ufficiale dell'epoca, il 50% in più come rapporto peso-potenza, e una vita di oltre 2000 cicli di carico/scarico. Le principali innovazioni della "Panda Elettra 2", oltre alle nuove batterie e motore poco più potente del precedente, furono:
- Caricabatterie ridisegnato, più leggero e compatto, che trovava ora spazio nel cofano anteriore al posto della ruota di scorta
- Freno rigenerativo migliorato;
- Pneumatici a basso attrito;
- Griglia frontale ridisegnata.
- Computer di bordo (mod. MTC MCC 4000), inserito nello spazio dell'autoradio mostrava la percentuale di carica, la corrente assorbita, la capacità delle batterie e la tensione della batteria ausiliaria.

#### Ricezione e utilizzo su strada
Da sempre mirata all'utilizzo urbano e commerciale, trovò il suo maggiore utilizzo nel progetto "Elettra Park", patrocinato dalla città di Torino nel 1996. La vettura sorprese i test driver della rivista Quattroruote per la sua silenziosità: "dolcissima e assolutamente silenziosa: di gran lunga la vettura a trazione elettrica meno rumorosa che abbiamo mai provato, nella quale solo il rollìo degli pneumatici e il frusciare dell'aria contro gli specchietti sottolineano la marcia".
Anche alcune personalità di spicco dell'epoca si mostrarono entusiaste dopo aver provato la Panda Elettra: Ottavia Piccolo disse: "Che meraviglia! È maneggevolissima; stupenda". Il prezzo al lancio di 25.600.000 lire fu, forse, uno degli ostacoli maggiori all'acquisto: per lo stesso prezzo si poteva, all'epoca, acquistare una BMW 318i o addirittura tre Panda 750 Young.

### La Panda Torpedo
La Panda Torpedo fu un prototipo realizzato nei primi anni novanta su commessa dell'Esercito Italiano, in due soli esemplari, come mezzo leggero ad elevata mobilità, su base Panda 4x4.
Lo sviluppo non superò mai la fase di prototipo perché non fu finanziato dall'arma. Anche noto come "Pandone" per le sue dimensioni leggermente superiori rispetto alla comune versione stradale, aveva paraurti in ferro, fari tondi simili a quelli del Defender, capote in tela e specchietti retrovisori laterali più larghi rispetto a quelli montati sui modelli di serie.
Uno dei due esemplari, di cui ora si sono perse le tracce, è stato a lungo parcheggiato in un cortile dello stabilimento Fiat a Torino.

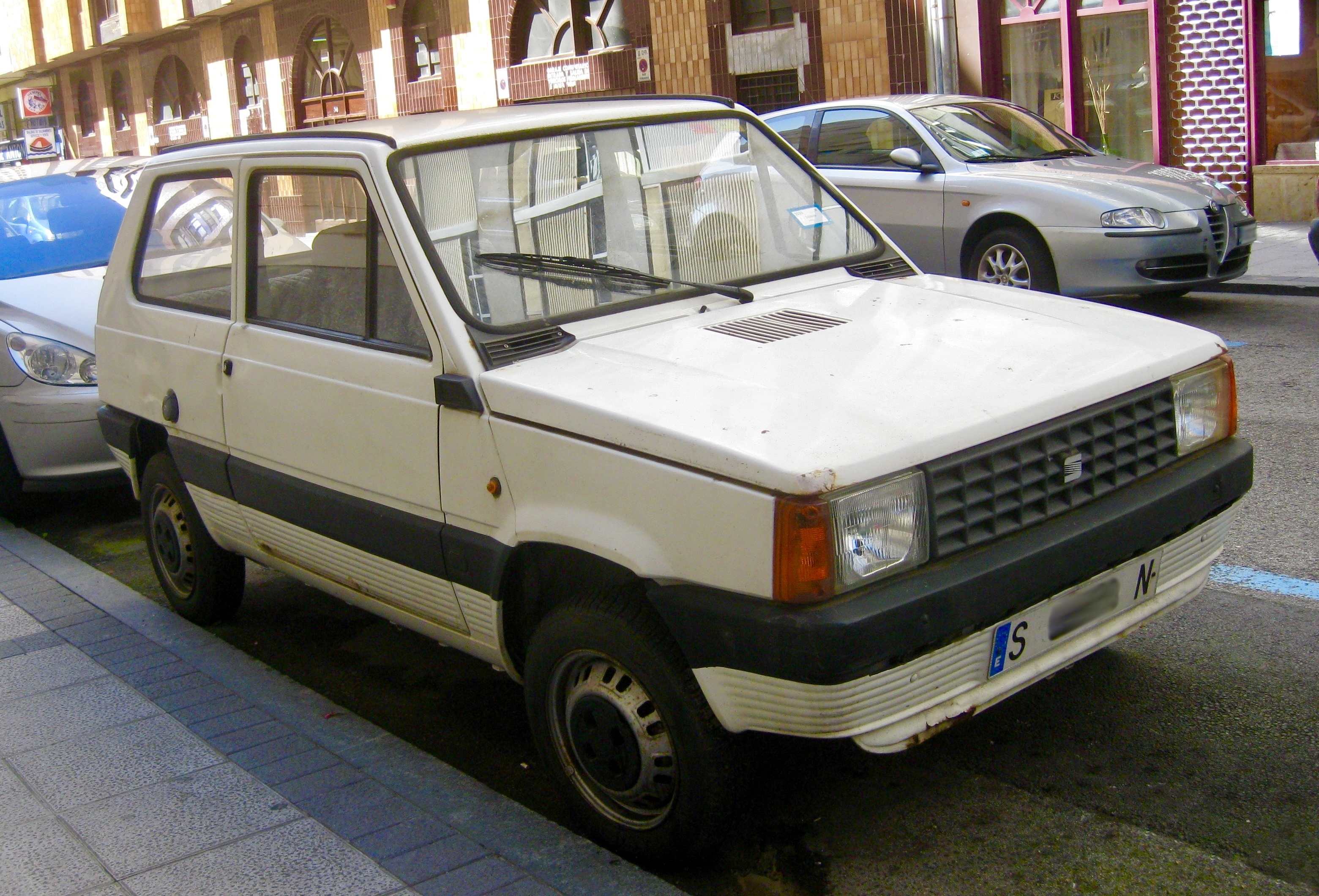
Una Seat Panda

## I modelli SEAT
Dal 1980 al 1986 la Panda venne costruita, su licenza commerciale, in Spagna dallo stabilimento SEAT e venduta sul mercato iberico con tale marchio (SEAT Panda). Al decadere dell'accordo di collaborazione tra le case automobilistiche, come nel caso della Fiat Ritmo ripresentata quale SEAT Ronda e della Fiat 127 III serie ristilizzata col nome di SEAT Fura, anche la Panda venne modificata il minimo indispensabile per evitare problemi di licenza e venduta con il nome di SEAT Marbella. Rimase in produzione con questo nome fino al 1998, quando uscì la SEAT Arosa, gemella della Volkswagen Lupo (in seguito all'acquisizione della SEAT da parte della Volkswagen).